# Feketetorkú ricsóka
A feketetorkú ricsóka (Calyptomena whiteheadi) a madarak osztályának verébalakúak (Passeriformes) rendjébe és a Calyptomenidae családjába tartozó faj.

## Rendszerezés
Besorolásuk vitatott, régebben a  ricsókafélék (Eurylaimidae) családjába tartoztak, az újabb kutatások helyezték az új családba, de ez még nem minden rendszerező által elfogadott.

## Előfordulása
Borneó szigetének északi részén honos, itt a szigetnek az  indonéz és malajziai részén is honos. Hegyvidéki erdők lakója.